# Ipolyság
Ipolyság (szlovákul Šahy, németül Eipelschlag) város Szlovákiában, a Nyitrai kerület Lévai járásában. A mintegy nyolcezer lakosú település egykor Hont vármegye és az Ipolysági járás székhelye volt. Pereszlény és Tesmag tartozik hozzá. 

## Nevének eredete
Neve a régi magyar ság (= domb) főnévből ered, de mások szerint egykor kabar törzsnév volt.

## Fekvése
Az Ipoly völgyében, annak jobb partján, a magyar határ mellett fekszik. Déli, az Ipoly bal partján fekvő városrésze Homok.

### Megközelítése
Érinti a Zólyom–Csata-vasútvonal. Ez régen a Vác–Balassagyarmat-vasútvonalhoz kapcsolódott, de az összeköttetést elbontották. 
A 66-os főút mentén található, ami a parassapusztai közúti határátkelő után a magyarországi 2-es főútban folytatódik Vác és Budapest felé.

## Élővilága

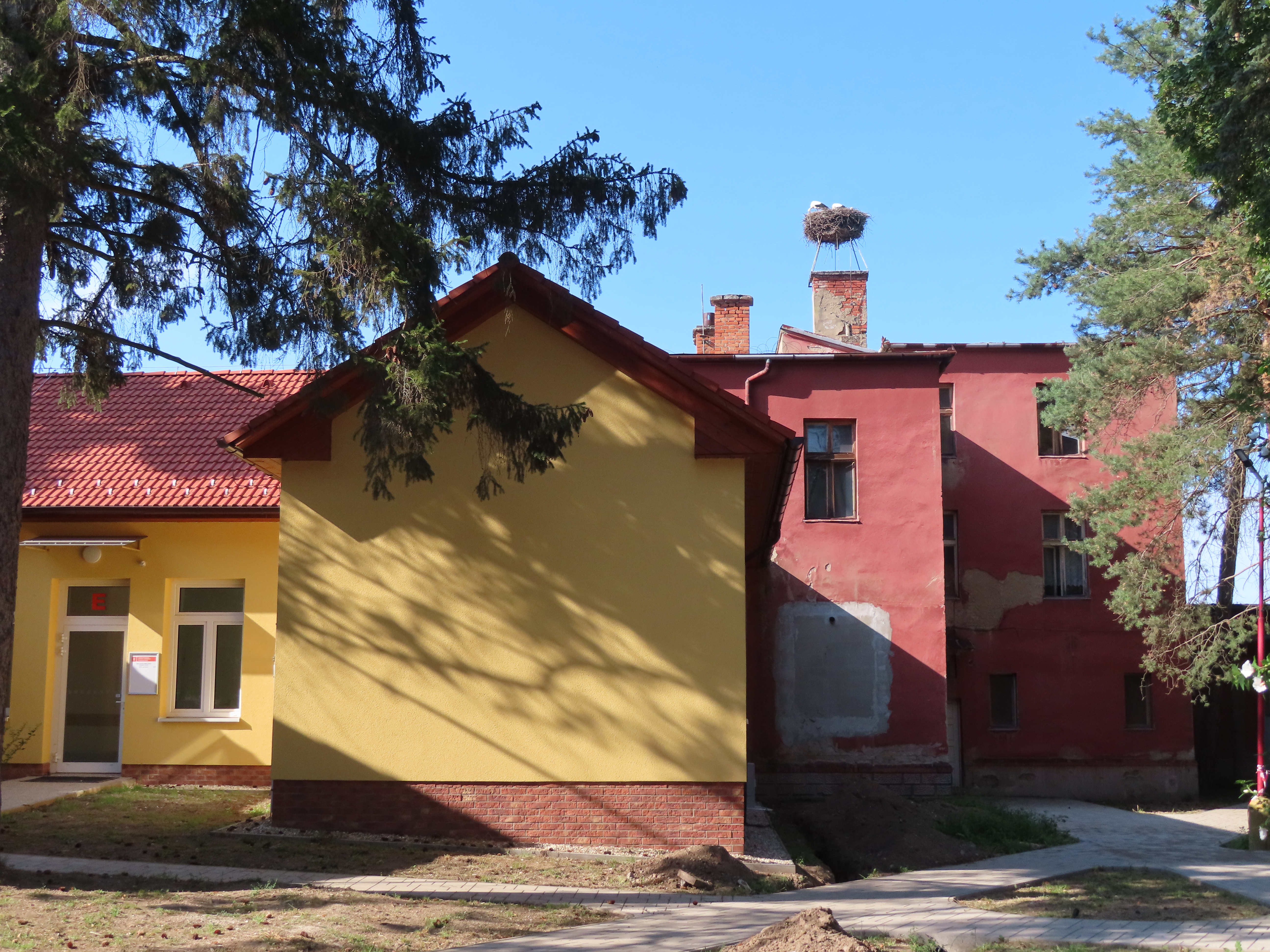
2023
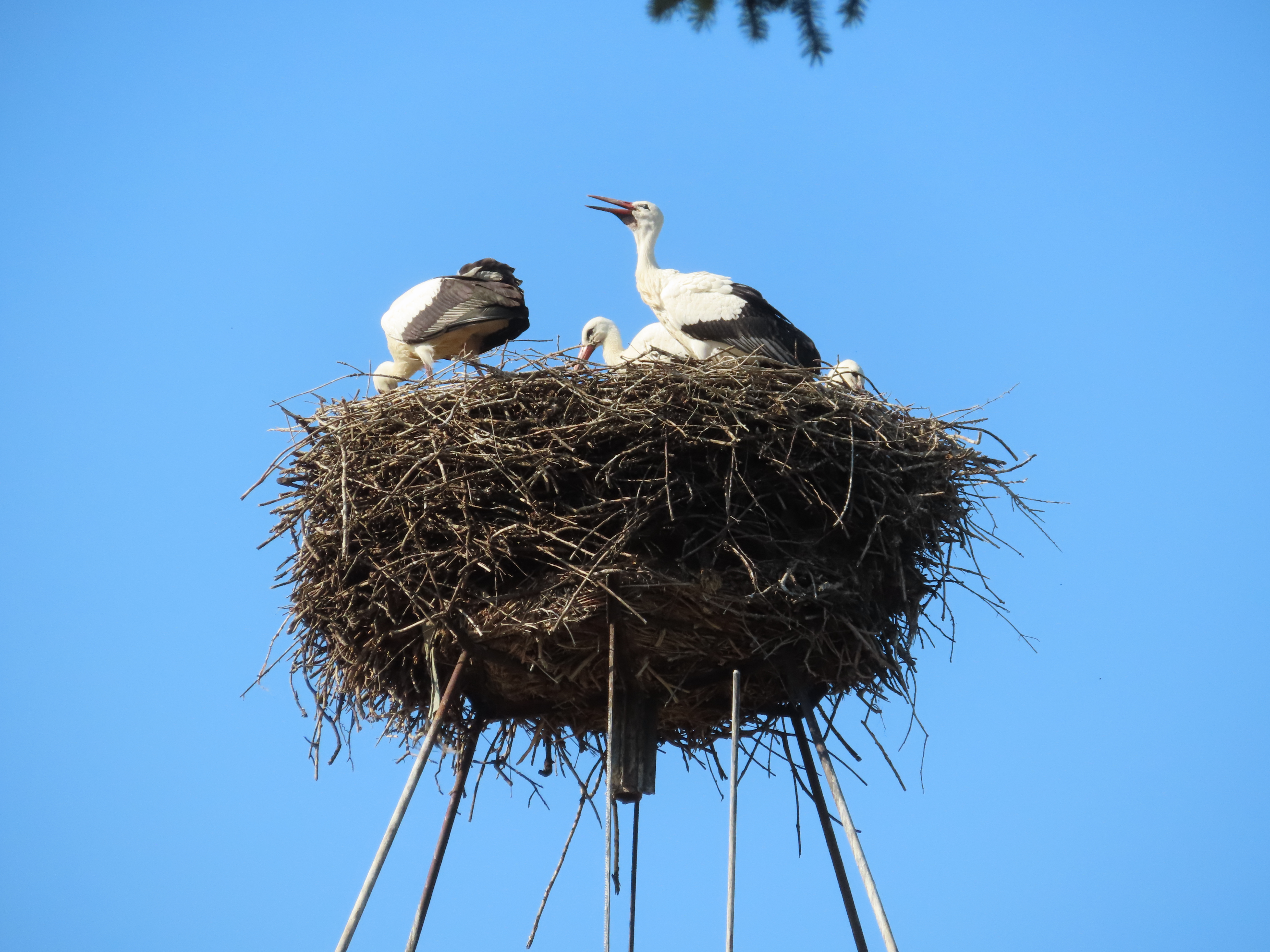

Ipolyságon és városrészeiben több gólyafészket is nyilván tartanak.

## Története
Területén már a történelem előtti időkben is éltek emberek. A régészek kőkorszaki település, valamint laténi kultúra és 9. századi település maradványait is feltárták itt.
A magyarok megtelepedése az Árpád fejedelem vezette győzedelmes pozsonyi csatával vette kezdetét a 10. században.
Ipolyságot 1237-ben említik először „Saag” néven abban az oklevélben, melyben IV. Béla király egy malmot és birtokainak egy részét az esztergomi káptalannak adja. Premontrei kolostorát szintén 1237 körül alapította a Hontpázmány nemzetségbeli Márton bán, első erődítményei a 15. század közepén épültek. 1405-ben vásártartási jogot kapott. 1446-ban Lévai Cseh László cseh zsoldosaival elfoglalta, és kirabolta a kolostort. 1451-ben Giskra serege szállta meg, erődítményét pedig megerősítette, Hunyadi János foglalta vissza tőle. 1546-ban királyi rendeletre megerősítették, a kolostort várrá alakították át. 1550-ben a török sikertelenül ostromolta, de 1552-ben elfoglalta. 1595-ben szabadult fel, ezután erődítéseit lebontották, csak a kéttornyú templom és a kolostor épülete maradt meg, amelyet 1736-ban átalakítottak. 1624-ben átadási leltár készült a prépostság javairól Vinkovich Benedek prépost, zágrábi kanonok számára.
1704 végén itt fogadta II. Rákóczi Ferenc a fejedelemmé választásának hírét hozó erdélyi küldöttséget. 1715-ben 20, 1720-ban 28 adózó háztartása volt. A város virágzása a 18. század végén kezdődött, 1806-ban a rendek határozata alapján a megyeszékhelyet Kemencéről ide helyezték át. 1828-ban 231 házában 1386 lakos élt, akik főként mezőgazdasággal és szőlőtermesztéssel foglalkoztak.
Vályi András szerint „Ipoly Ság. Magyar Mezőváros Hont Várm. földes Urai a’ Rozsnyói, és B. Bányai Káptalanbéli Uraságok, lakosai katolikusok, fekszik Ipoly vize mellett, mellyen kőhídgya van, Honthoz fél mértföldnyire; Sóháza, és Postája is vagyon; határja jó, vagyonnyai jelesek, és külömbfélék.”
Fényes Elek szerint „Ipoly-Ságh, magyar m. v. Honth vgyében, Váczhoz észak-nyugotra 5 mfd., az Ipoly jobb partján, mellyen keresztül derék 3 kőhid vezet. Házai alacsonyak ugyan, de elég csinosak. Van kath. paroch. temploma, s a város közepén a vgyeház; postaháza, patikája, több uradalmi épületek és boltok. Lakosai, kik 1370 kath., 21 evang., 8 óhitüekre mennek, mesterségekből, gabona- és bortermesztésből táplálják magukat. Határja első osztálybeli; szép gabonát, dohányt, dinnyét, kukoriczát terem; szőlőhegye derék és jó borral fizet, erdeje makkos. – Hajdan prépostság volt, s hozzá egész uradalom tartozott, mellyet jelenleg a beszterczei és rozsnyai káptalanok birnak. Az ipoly-hidjai és töltése végén láthatók egy homok dombon a nem rég épittetni szándéklott, de abban hagyott vgyeház alapfalai.”
1849. január 11-én a település mellett folyt az 1848–49-es szabadságharc egyik ütközete Guyon Richárd és Anton Csorich csapatai között. A vasút 1886-ban érte el a települést, amely 1909-ben került vasúti összeköttetésbe Budapesttel is. 1922-ig Hont vármegye székhelye volt.
Állami Főgimnáziumát 1913-ban létesítették, amely 1939-ben felvette Szondy György, a drégelyi vár hőse nevét. (Magyar Királyi Állami Szondy György gimnázium, felsőbb osztályaiban – 1942-ig – reálgimnázium volt).
A cseh légionisták 1919. január 10-én foglalták el. Kun Béla katonái május 29-én visszafoglalták, de júliusban a város elhagyására kényszerültek. A trianoni békeszerződés értelmében Csehszlovákiához csatolták. 1923-ban elvesztette megyeszékhelyi rangját. 1938-ban az első település volt, amelyet Csehszlovákia az első bécsi döntés értelmében visszaadott. 1938. október 11-én ünnepélyes keretek között országzászlót avattak fel. 1945-ig így újra Magyarországhoz tartozott.
1941-ben még lakosságának 96%-a magyar volt. Ebben az időben érte a várost a holokauszt, amikor magyar közigazgatás a helyi lakosság csaknem egyötödét kitevő zsidó közösséget összegyűjtötte, és átadta a németeknek, akik koncentrációs táborba szállították, és legtöbbüket meggyilkolták. 1945 után a magyarok egy részét deportálták Csehországba, más részét áttelepítették Magyarországra, a szintén kitelepített svábok falvaiba, például a Balaton-felvidéki Hidegkútra. 1960-ban elvesztette járási székhelyi rangját is.

### A város és a vallások
A reformáció idején a város lakossága a református vallásra tért át. Az ellenreformáció visszatérítő tevékenysége során a város római katolikus jellege visszaállt. A módszer kegyetlenségére jellemzően Szecsei János kálvinista prédikátort elhurcolták, és gályarabságra ítélték. Útközben az embertelen bánásmód miatt az itáliai Chieti (az ókori Teate Marrucinorum) börtönében a kínzásokba belehalt. Ezzel az ipolysági (sági) református egyházközség megszűnt. 2008-ban a református templom alapkövének letételével és a református lelkész beiktatásával újjáalakult.
Ipolyságra több zsidó a 19. században költözött, ők alapították a 19. és a 20. század fordulóján a Neumann-nyomdát. Ma is két zsidó temető van a városban, az ortodox a város északi peremén, a neológ Homokban. Volt itt Talmud-iskola is. A három zsinagógából még kettő megmaradt. A Nagyzsinagógát a zsidó közösség eladta a városnak, a másik a Honti Múzeum része lett, ott áll a holokauszt-emlékmű. A 19–20. század fordulóján a zsidó közösség több mint 1200 főt számlált, ez a lakosság 25%-a volt. Közösségüket 1944-ben a koncentrációs táborokba hurcolták. A polgármester, Lőwy János információi szerint csak harmincan tértek haza, a legtöbbjük emigrált, a város utolsó, tisztán zsidó szülőktől származó polgára 2006-ban halt meg.

## Népessége
| Év:            | 1994. | 2004.   | 2014.   | 2024.   |
| -------------- | ----- | ------- | ------- | ------- |
| Emberek száma: | 8526  | 7971    | 7516    | 6919    |
| Eltérés:       |       | -6,50 % | -5,70 % | -7,94 % |

| Év:            | 2023. | 2024.   |
| -------------- | ----- | ------- |
| Emberek száma: | 6992  | 6919    |
| Eltérés:       |       | -1,04 % |

1570-ben Pereszlény az Esztergomi szandzsáknak is adózott, s 45 házával a vármegye népesebb települései közé tartozhatott. Ipolyság és Tesmag "csak" az Esztergomi érsekség fennhatósága alá tartozott, az adólajstrom alapján nem voltak hódolt települések.
1664-ben az Érsekújvári ejálet Hond náhijébe tartozó Pereszlényben a török adólajstrom szerint 29 háztartásban 41 fejadófizető élt. Ipolyság és Tesmag nem szerepel ebben a defterben sem.
1776-ban a mezővárosnak 44 földműves lakosa (jobbágy), 16 házas zsellére és további 36 vár(os) alá tartozó házas zsellére volt. Egykerekű malma, fa molnárháza és uradalmi kádárműhelye, serháza, vendégfogadója és mészárszéke volt. Parassa prédium tartozott hozzá. Tesmagnak 45 földműves lakosa (jobbágy) és 25 zsellére volt. Olvár prédium tartozott hozzá.
Az 1784-87-es első népszámlálás részletes adatai Hont vármegye esetében nem ismertek.
1880-ban 2755 lakosából 2429 magyar és 122 szlovák anyanyelvű; Pereszlény 595 lakosából 569 magyar és 6 szlovák anyanyelvű; Tesmag 675 lakosából 637 magyar és 7 szlovák anyanyelvű volt.
1890-ben 3247 lakosából 3018 magyar és 123 szlovák anyanyelvű; Pereszlény 599 lakosából 596 magyar és 3 szlovák anyanyelvű; Tesmag 777 lakosából 755 magyar és 21 szlovák anyanyelvű lakott.
1900-ban 3720 lakosából 3531 magyar és 140 szlovák anyanyelvű; Pereszlény 667 lakosából 654 magyar és 3 szlovák anyanyelvű; Tesmag 716 lakosából 711 magyar és 5 szlovák anyanyelvű volt.
1910-ben 4206 lakosából 4003 magyar és 122 szlovák anyanyelvű; Pereszlény 625 lakosából 619 magyar és 5 szlovák anyanyelvű; Tesmag 735 lakosából 731 magyar és 3 szlovák anyanyelvű lakta.
1921-ben 4698 lakosából 2741 magyar és 1375 csehszlovák; Pereszlény 624 lakosából 603 magyar és 5 csehszlovák; Tesmag 741 lakosából 691 magyar és 37 csehszlovák volt.
1930-ban 5804 lakosából 3185 magyar és 1976 csehszlovák; Pereszlény 631 lakosából 566 magyar és 36 csehszlovák; Tesmag 772 lakosából 724 magyar és 44 csehszlovák élt.
1941-ben 5027 lakosából 4909 magyar és 74 szlovák; Pereszlénynek 614 magyar lakosa; Tesmag 819 lakosából 818 magyar és 1 szlovák volt.
1970-ben 5062 lakosából 2979 magyar és 2046 szlovák volt. Pereszlény 574 lakosából 380 magyar és 194 szlovák volt. Tesmag 827 lakosából 652 magyar és 172 szlovák volt.
1980-ban 8034 lakosából 4877 magyar és 3090 szlovák volt. Tesmag 692 lakosából 537 magyar és 150 szlovák volt.
1991-ben 8551 lakosából 5562 magyar és 2885 szlovák.
2001-ben 8061 lakosából 5015 magyar, 2787 szlovák, 45 cseh és 33 cigány.
2011-ben 7624 lakosából 4410 magyar és 2959 szlovák, illetve 4839 magyar és 2468 szlovák anyanyelvű.
2021-ben 7267 lakosából 4162 (+195) magyar, 2637 (+157) szlovák, 27 (+27) cigány, 49 (+13) egyéb és 392 ismeretlen nemzetiségű volt.

### Népessége nemzetiségek szerint
| Ipolyság lakosságának nemzetiségi megoszlása | Ipolyság lakosságának nemzetiségi megoszlása | Ipolyság lakosságának nemzetiségi megoszlása |
| -------------------------------------------- | -------------------------------------------- | -------------------------------------------- |
| szlovák                                      |                                              | 122 fő (3%)                                  |
| magyar                                       |                                              | 4003 fő (95%)                                |
| cseh                                         |                                              | 0 fő (0%)                                    |
| német                                        |                                              | 64 fő (2%)                                   |
| egyéb                                        |                                              | 17 fő (0%)                                   |
| *1910. évi népszámlálási adatok              |                                              |                                              |

| Ipolyság lakosságának nemzetiségi megoszlása | Ipolyság lakosságának nemzetiségi megoszlása | Ipolyság lakosságának nemzetiségi megoszlása |
| -------------------------------------------- | -------------------------------------------- | -------------------------------------------- |
| szlovák                                      |                                              | 2787 fő (35%)                                |
| magyar                                       |                                              | 5015 fő (62%)                                |
| cseh                                         |                                              | 45 fő (1%)                                   |
| német                                        |                                              | 3 fő (0%)                                    |
| egyéb                                        |                                              | 211 fő (3%)                                  |
| *2001. évi népszámlálási adatok              |                                              |                                              |

| Ipolyság lakosságának nemzetiségi megoszlása | Ipolyság lakosságának nemzetiségi megoszlása | Ipolyság lakosságának nemzetiségi megoszlása |
| -------------------------------------------- | -------------------------------------------- | -------------------------------------------- |
| szlovák                                      |                                              | 2959 fő (39%)                                |
| magyar                                       |                                              | 4410 fő (58%)                                |
| cseh                                         |                                              | 33 fő (0%)                                   |
| német                                        |                                              | 2 fő (0%)                                    |
| egyéb                                        |                                              | 220 fő (3%)                                  |
| *2011. évi népszámlálási adatok              |                                              |                                              |

## Nevezetességei
- Ipolysági jezsuita kolostor:
  - Kéttornyú római katolikus templomát 1734-ben a jezsuiták építették újjá a reformáció után, barokk stílusban. Legrégibb emléke egy 16. századi Madonna-szobor. A templomot a reformációt követő ellenreformáció során a római katolikus egyház visszafoglalta és újraszentelte. A kálvinista prédikátort, Szodói Andrást gályarabságra hurcolták.
  - A jezsuiták kolostora a 17. század végén épült a korábbi premontrei kolostor maradványainak felhasználásával. Több gótikus részlete látható. Feltárása során középkori temetőt és sok használati tárgyat találtak.
- Simonides, Johannes: Galeria Omnium Sanctorum, 1675
- Az egykori vármegyeháza 1827 és 1857 között épült, copf-klasszicista stílusban. Itt nyílt meg 1902-ben a Honti Múzeum. Jelenleg városháza.
- Az evangélikus templom 1906-ban épült.[20]
- A neológ zsinagóga 1852-ben létesült, a súlyosan leromlott épületet nemrég felújították, kulturális központ működik benne.
- A Lengyel Szálló a 19. század végén épült. 1932-ben Móricz Zsigmond is megszállt benne.
- A gimnázium épülete pénzügyi palotának jött létre a 20. század elején.
- A római katolikus elemi iskola épülete 1872-ben épült.
- Az Ipoly közelében álló Centrál Szálló 1906-ban létesült.
- Honti Múzeum és Simonyi Lajos Galéria
- A Fő tér közepén 1859-től a város védőszentjének, a Szeplőtelen Istenanyának a szobra áll.
- A Janko Kráľ utcában 18. századi Szent Flórián-szobor áll.
- Honti Kulturális Napok. Az egyhetes rendezvénysorozatot szeptemberben rendezik meg.
- Ipolyvölgyi Nemzetközi Méhésztalálkozó, melyet páros években Balassagyarmaton, páratlan években Ipolyságon rendeznek meg.
- Református templomának alapkövét 2008-ban helyezték el, 2014. szeptember 28-án szentelték fel.[21]
- Nepomuki Szent János szobra. A műalkotás eredetijét még a 18. század második felében helyezték el a híd kőkorlátján. A második világháború végén a visszavonuló német csapatok felrobbantották a hidat, s ekkor a szobor is megsemmisült. Közadakozásból 2010-ben új szobrot emeltek, Mag Gyula szobrászművész alkotását.[22]

## Díszpolgárok
- Harna István politikus (2001)
- Hunčík Péter pszichiáter, politikus, és író (2001)
- Kiss László orvostörténész (2002)[23]
- Pablo Urbányi író (2005)
- Kulka János színész (2014)[24]
- Zórád Ernő grafikusművész (2002)

## Neves személyek
- Bárdos Remig Sándor (1868–1932) nyelvész, pannonhalmi főapát, egyházi író
- Siposs Antal (1839–1923) zongoraművész, zeneszerző, tanár
- Lovcsányi Alajos Gyula (1850–1915) tanár, pedagógiai író, aki több tankönyvet írt.
- Vértes József (1861–1944) író, szerkesztő, tanár
- Salkovszky Jenő (1889–1970) politikus, újságíró, ügyvéd
- Dulovits Jenő (1903–1972) matematikus, fényképész, többek között a Duflex, a világ első tükörreflexes fényképezőgépének feltalálója
- Ferdinand Daučík (1910–1986) labdarúgó, majd az FC Barcelona edzője
- Itt született 1848-ban Lestyánszky Sándor földművelésügyi államtitkár.
- Itt született 1868. november 13-án Sajó Sándor költő, műfordító, drámaíró, tanár, a budapesti Szent László Gimnázium igazgatója (1917–1930), az MTA levelező tagja.
- Itt született 1870. november 1-jén Winter Lajos pőstyéni zsidó fürdőtulajdonos.
- Itt született 1871. március 7-én Bodor Zsigmond orvos, újságíró.
- Itt született 1873. július 19-én Várady Aladár magyar nóta- és zeneszerző.
- Itt született 1893. július 17-én Böhm Aranka pszichoanalitikus, Karinthy Frigyes felesége.
- Itt született 1913. május 30-án Szúdy Nándor református lelkész, festő
- Itt született 1919. február 6-án Ján Dekan szlovák akadémikus régész, történész, művészettörténész, író, egyetemi oktató.
- Itt született 1919. szeptember 30-án Hollósy Pál színész
- Itt született 1925. január 31-én Kulka Frigyes orvos, mellkassebész, tüdőgyógyász szakorvos, az orvostudományok doktora, egyetemi tanár.
- Itt született 1934. január 7-én Kollányi László, Fleischmann Rudolf-díjas növénynemesítő.
- Itt született 1940. szeptember 2-án Harna István szlovákiai magyar politikus.
- Itt született 1956. március 21-én Csáky Pál szlovákiai magyar politikus.
- Itt született 1964. november 17-én Bastrnák Tibor szlovákiai magyar politikus.
- Itt született 1950. március 18-án Kiss László orvos, orvostörténész, író.
- Itt született 1951. május 25-én Hunčík Péter pszichiáter, író.
- Itt szolgált Sághy Vendel (1810–1890) római katolikus plébános.
- Itt szolgált 1670 táján Szecsei András, gályarabságra hurcolt református prédikátor.
- Szokolyi Alajos (1871–1932) atléta – hároméves korától keresztapja (Schőn Alajos) ipolysági házában nevelkedett.
- Itt élt Dr. Horváth István (1885–1941) tanár, történész, Hont vármegye jelentős régészeti kutatója.
- A gimnázium tanára volt Gergely Pál festőművész (1940–1944).
- Ipolyságon él N. Tóth Anikó író [halott link].

## Képgaléria

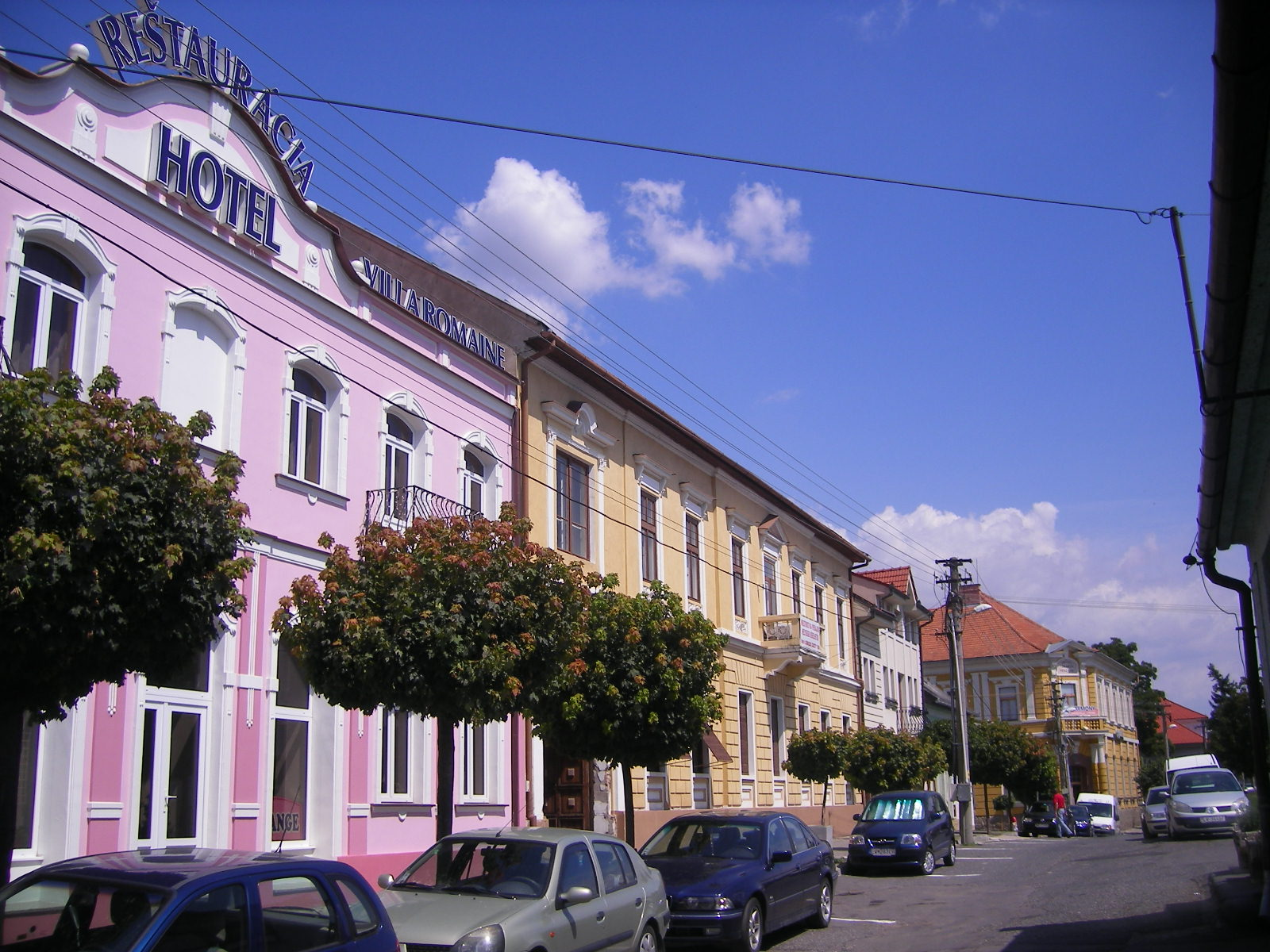
Ipolyság főtere – északi házsor
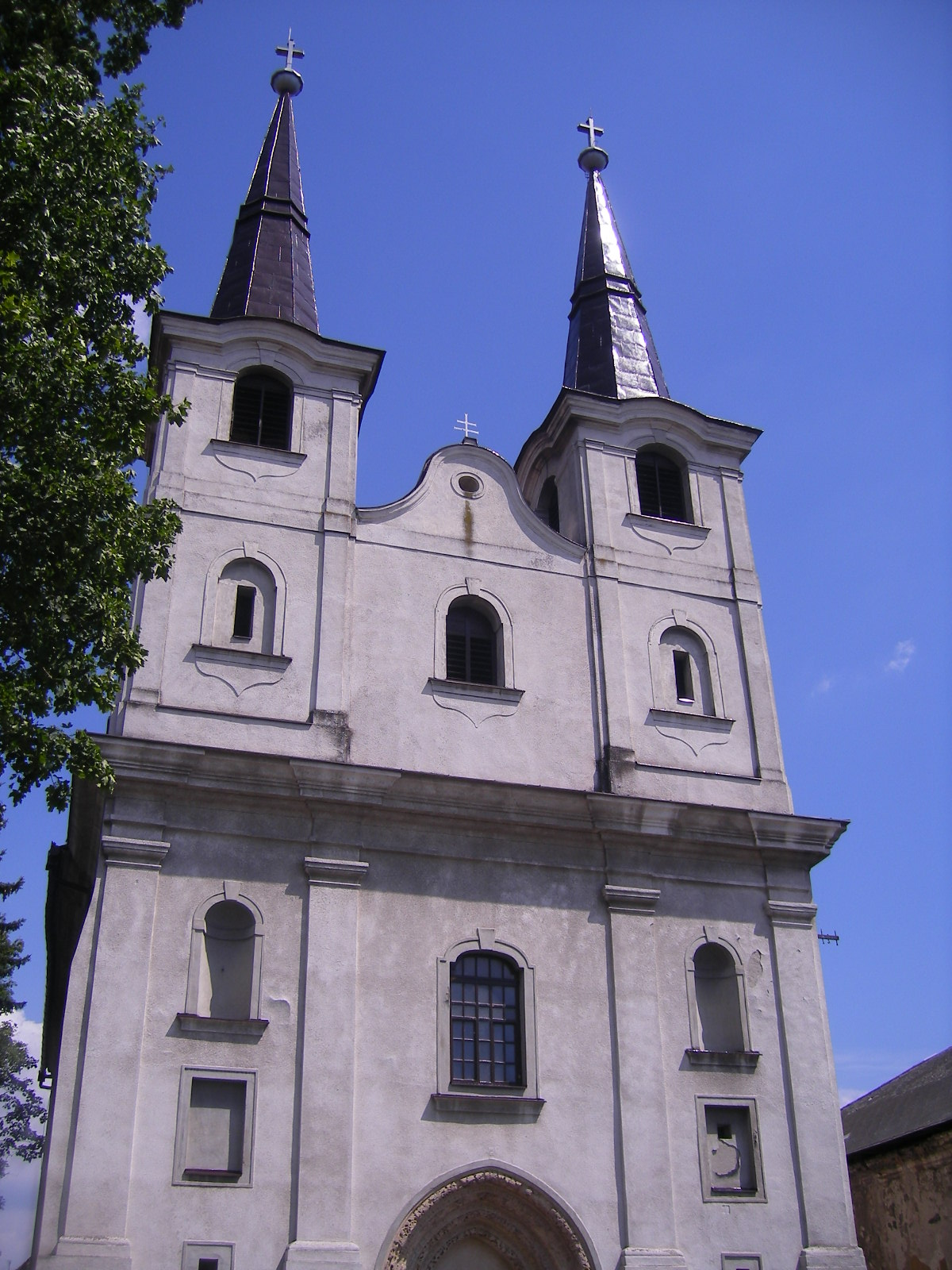
Az ipolysági katolikus templom
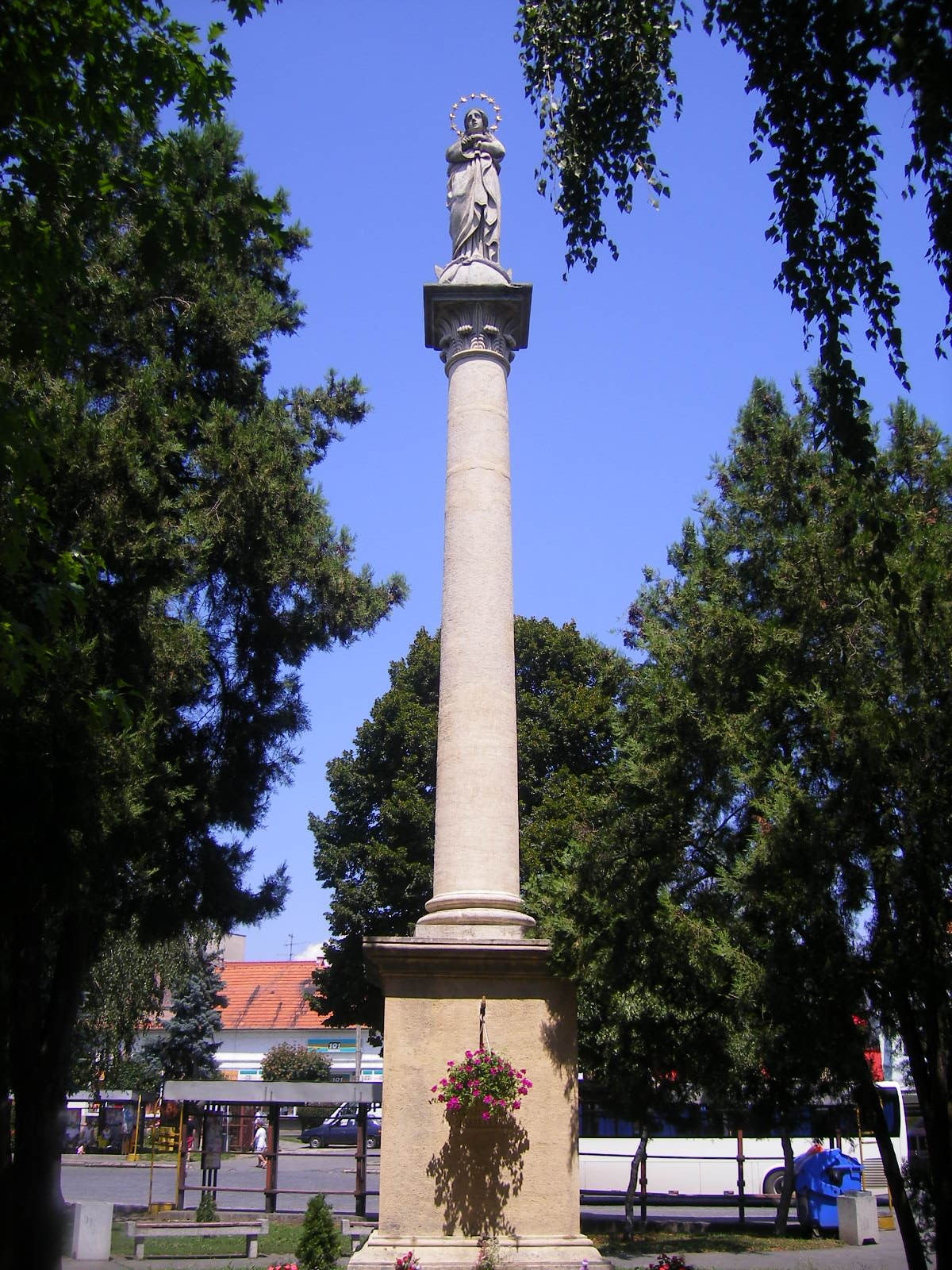
A Szeplőtelen Istenanya oszlopa a főtéren
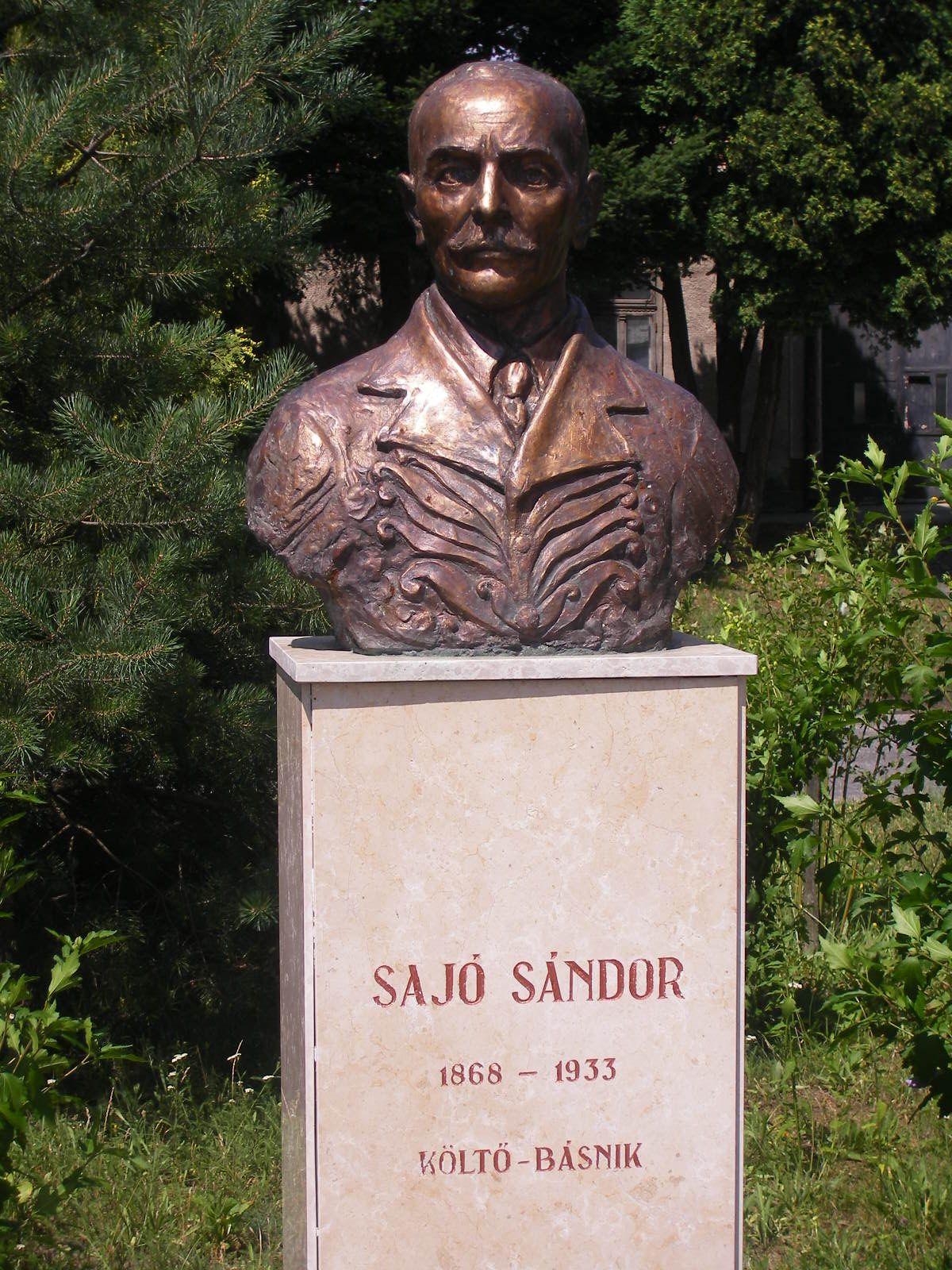
Sajó Sándor mellszobra Ipolyságon
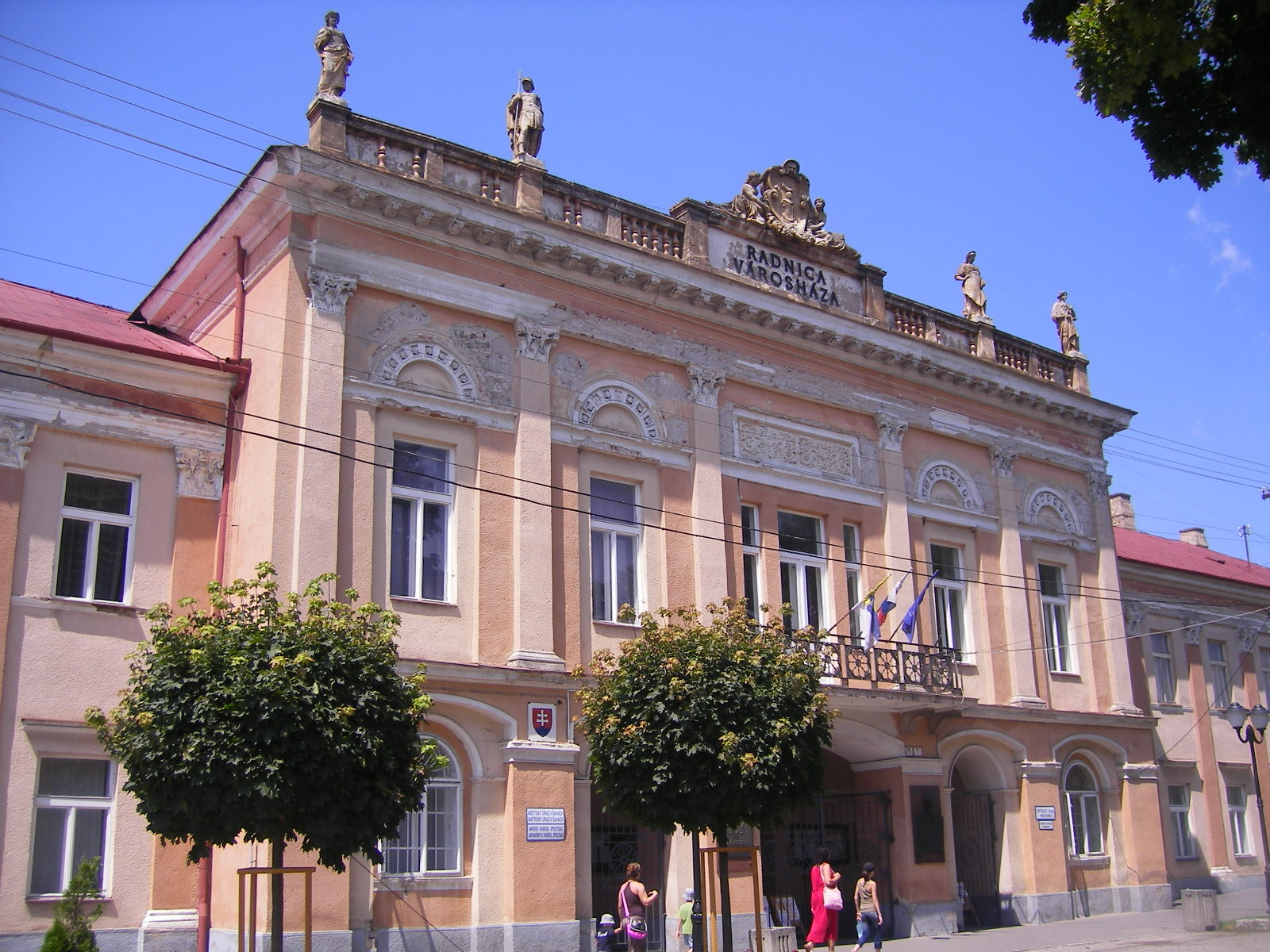
Városháza (egykori vármegyeháza)
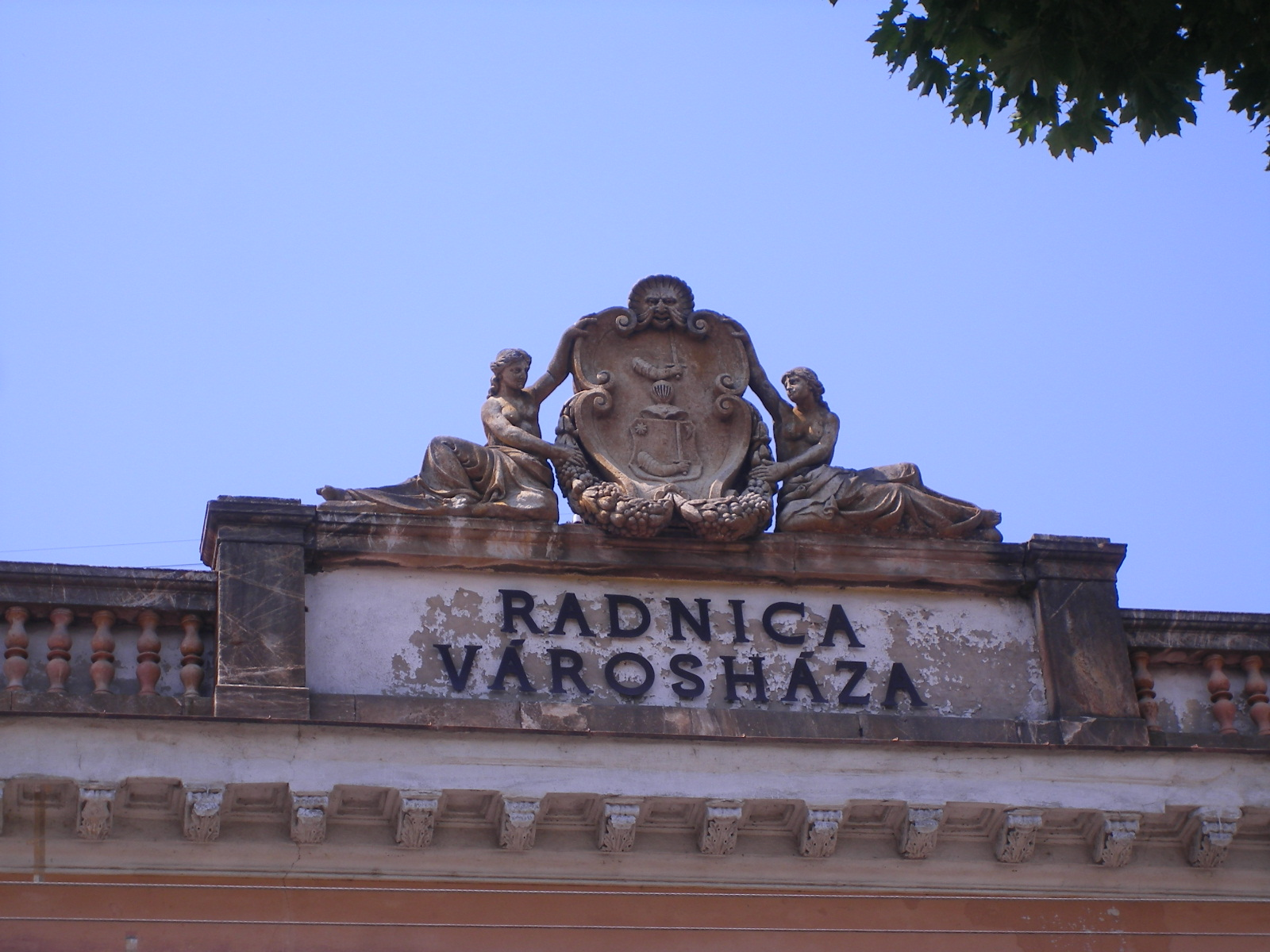
Hont vármegye címere a városháza homlokzatán
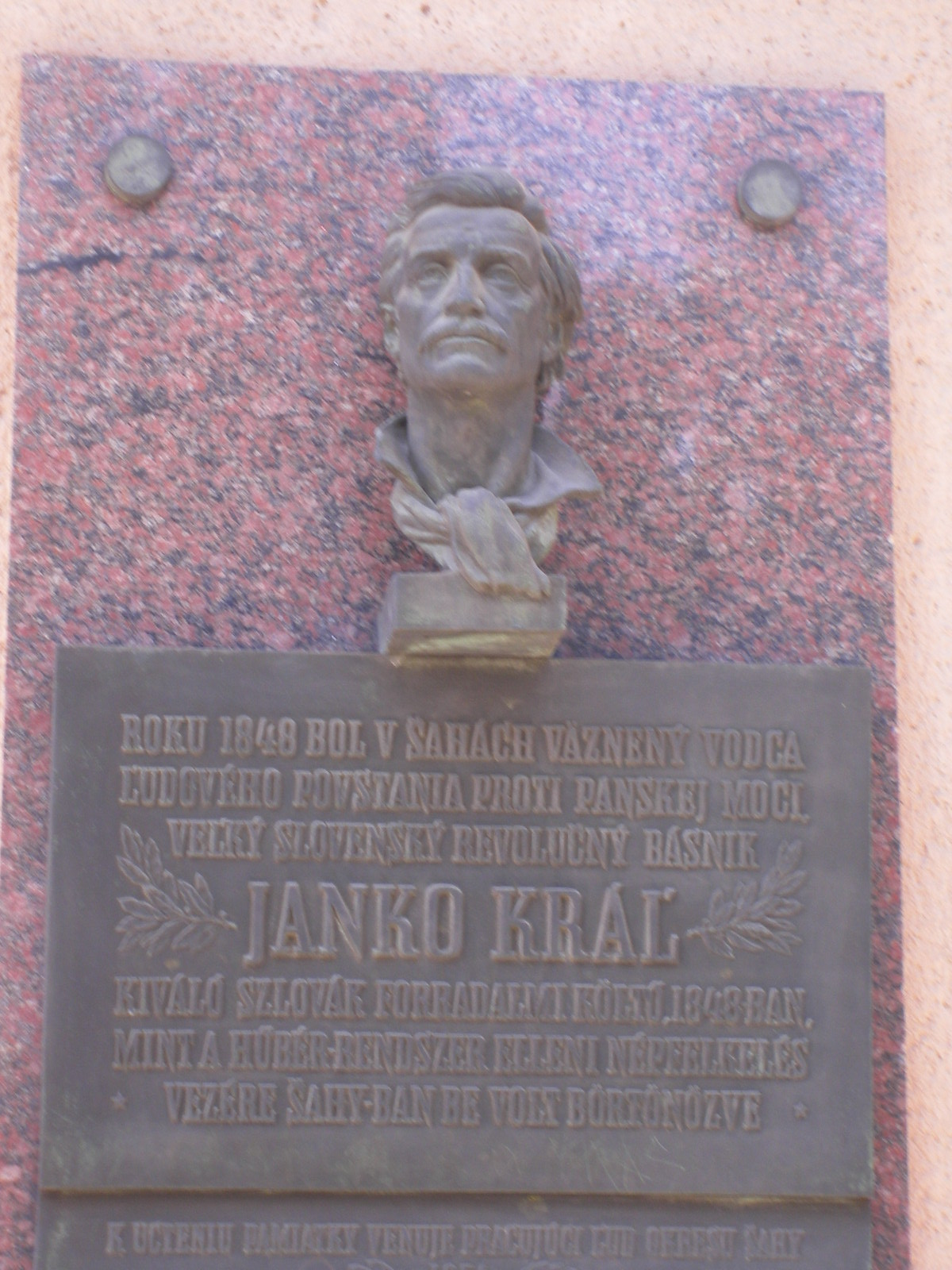
Janko Kráľ emléktáblája a városházán
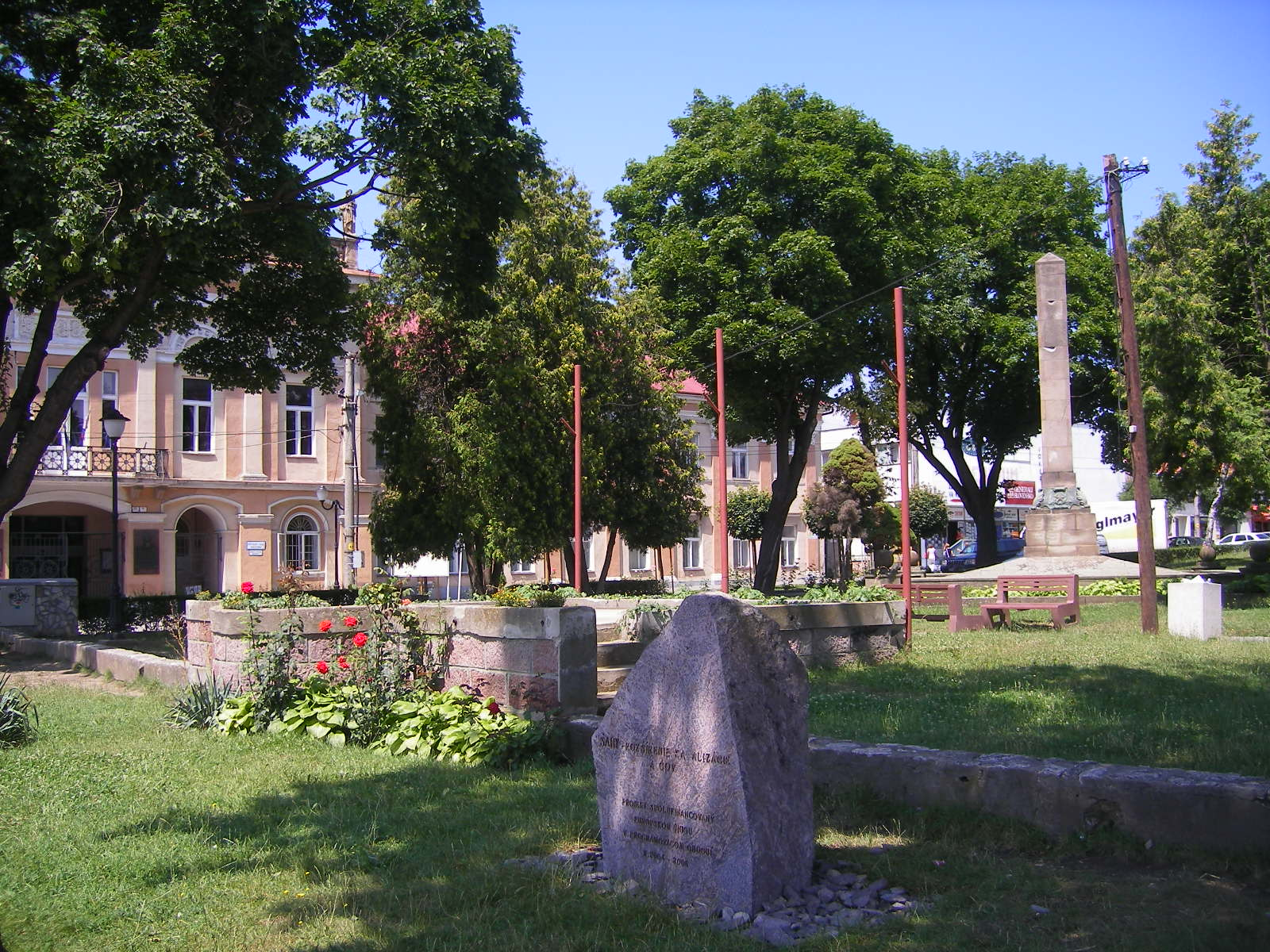
Ipolyság főtere
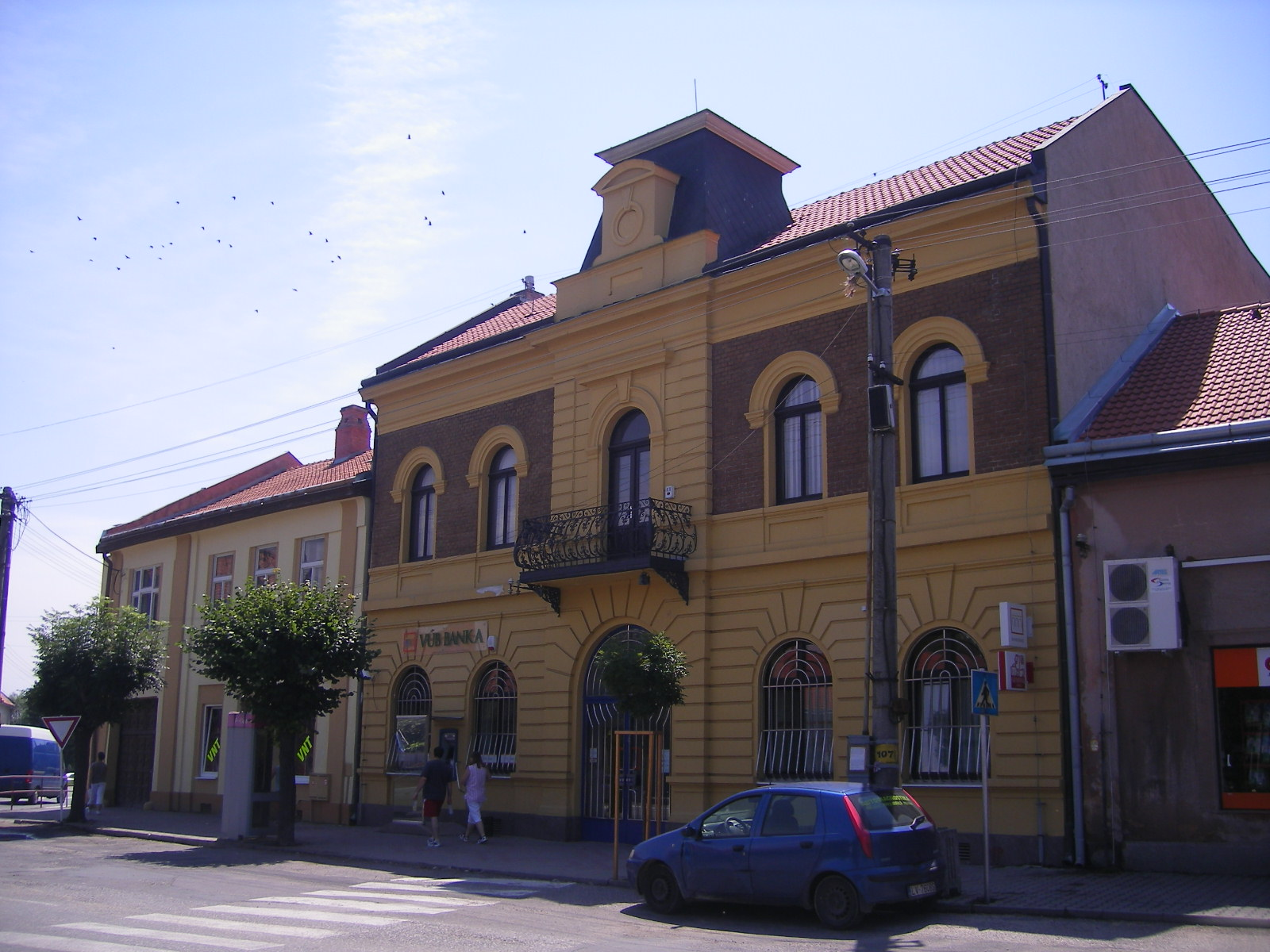
Fő tér (déli házsor)
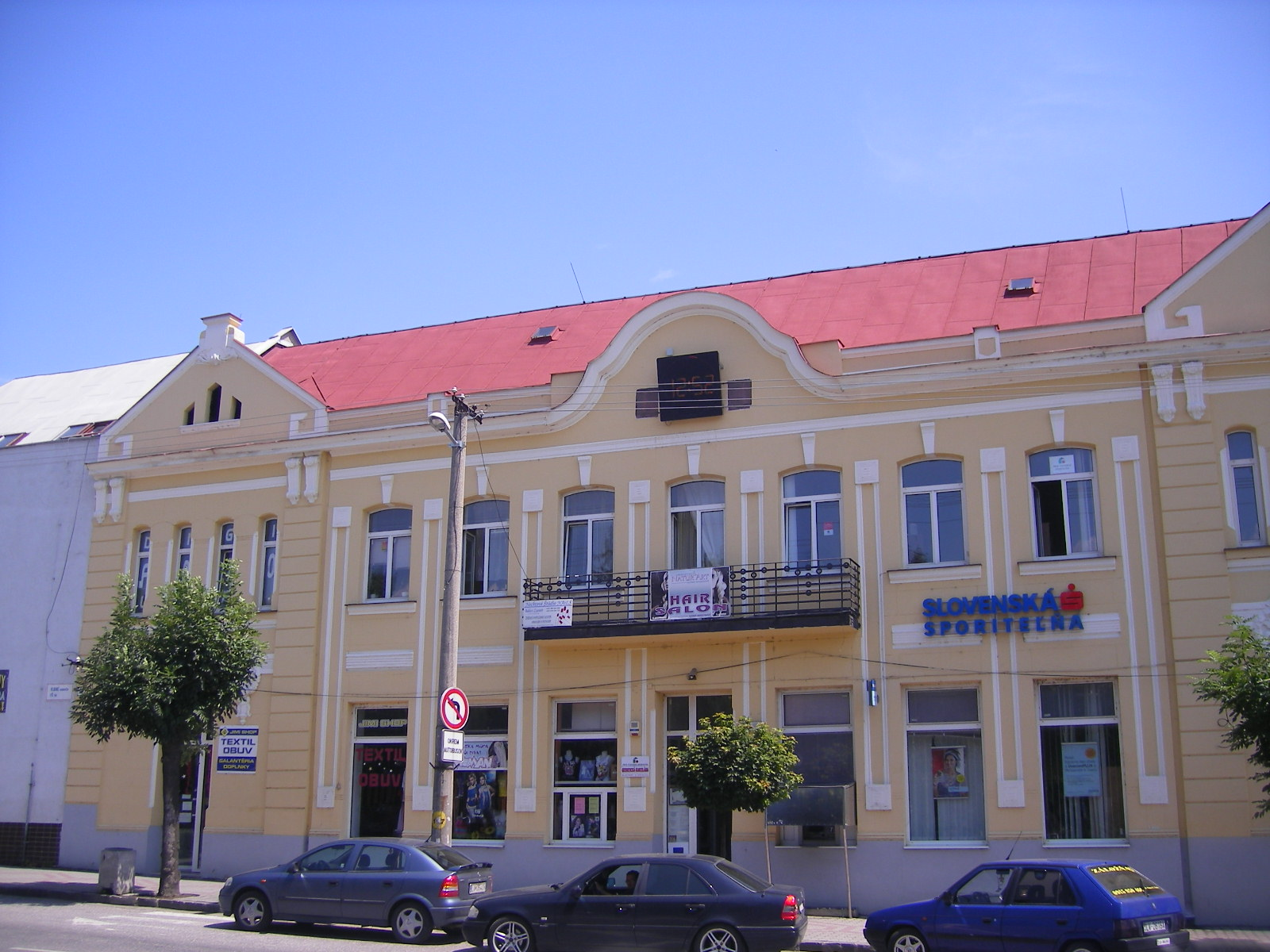
Fő tér (keleti oldal)
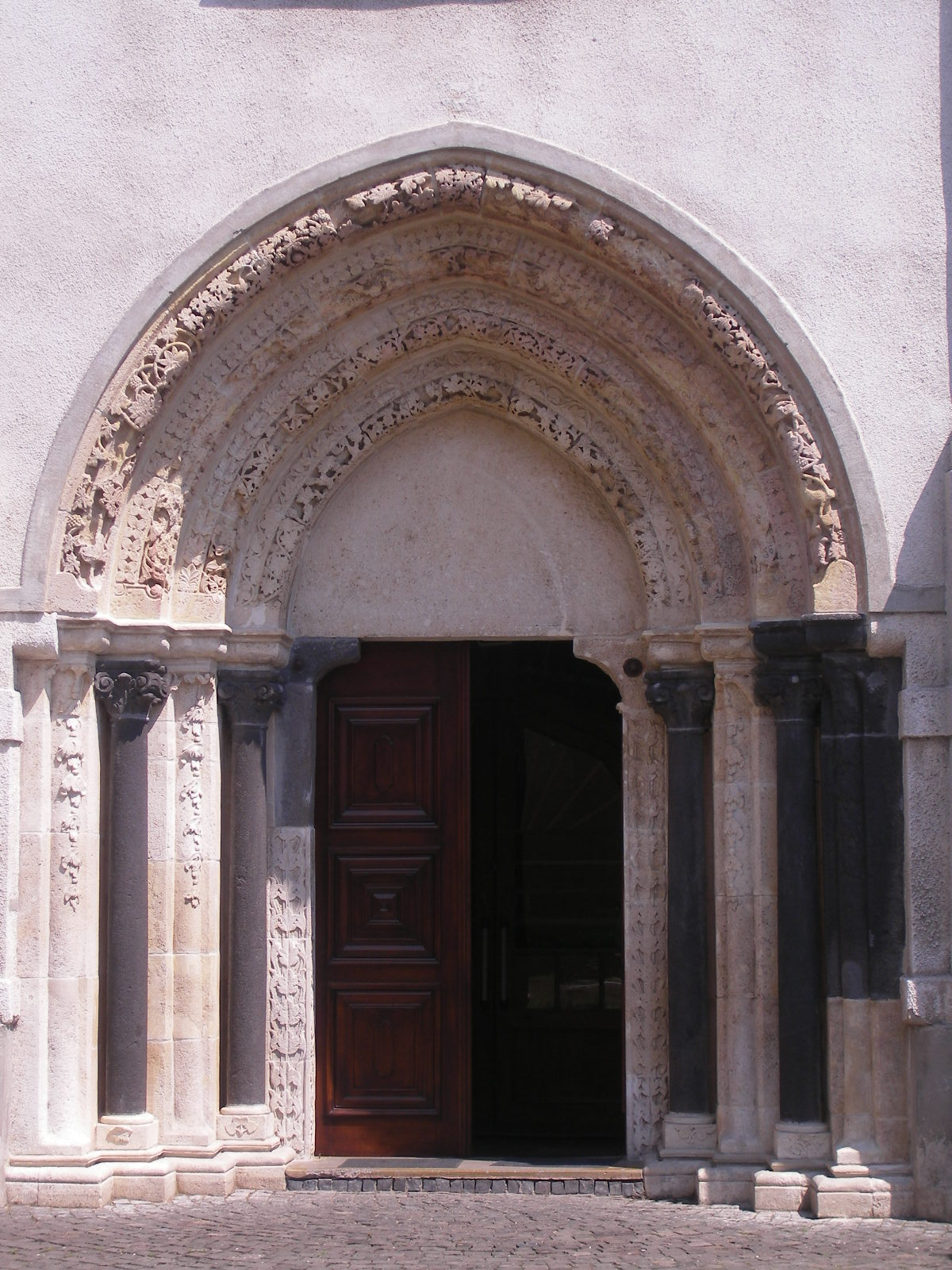
A katolikus templom bejárata
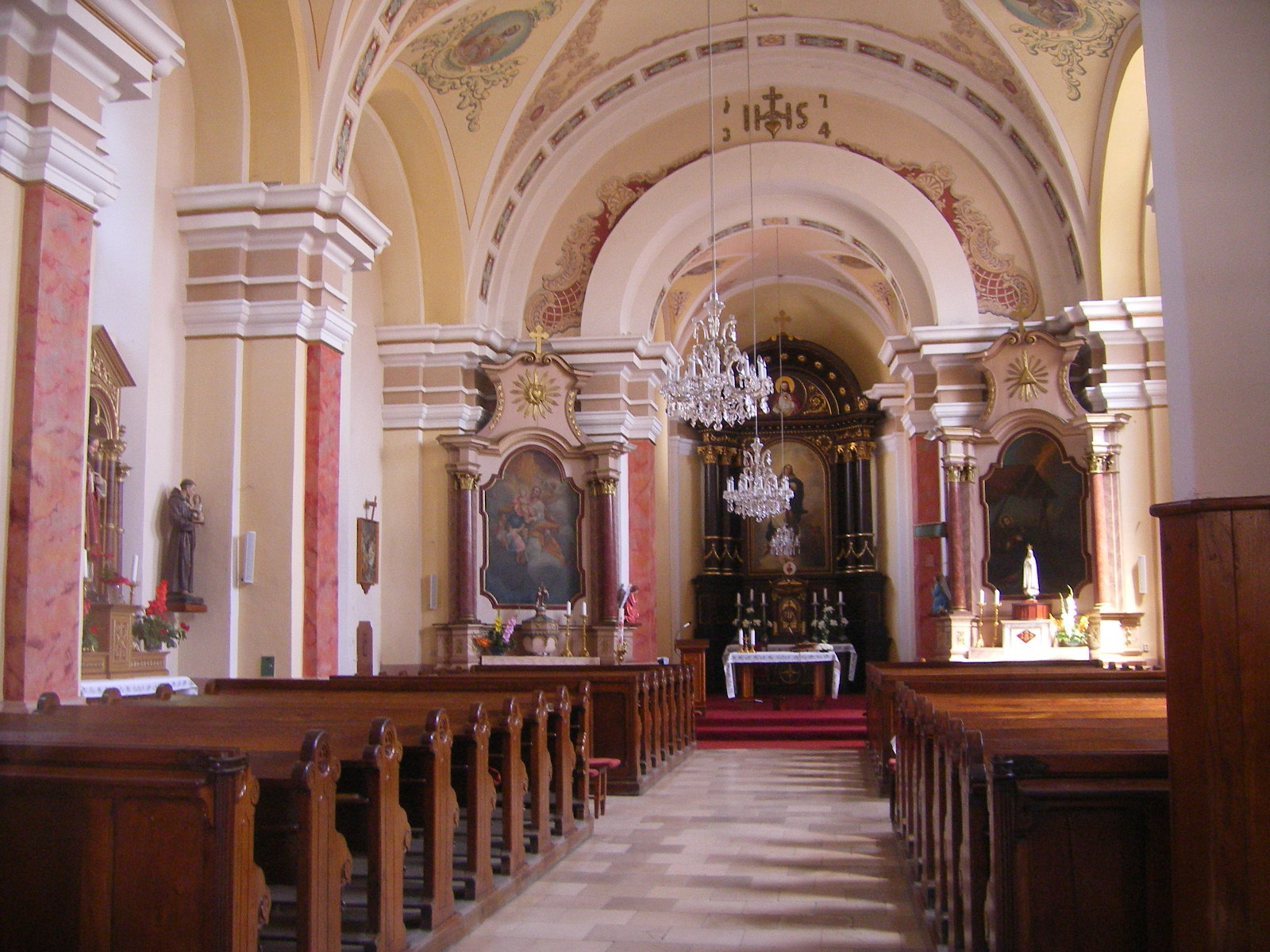
A katolikus templom belseje
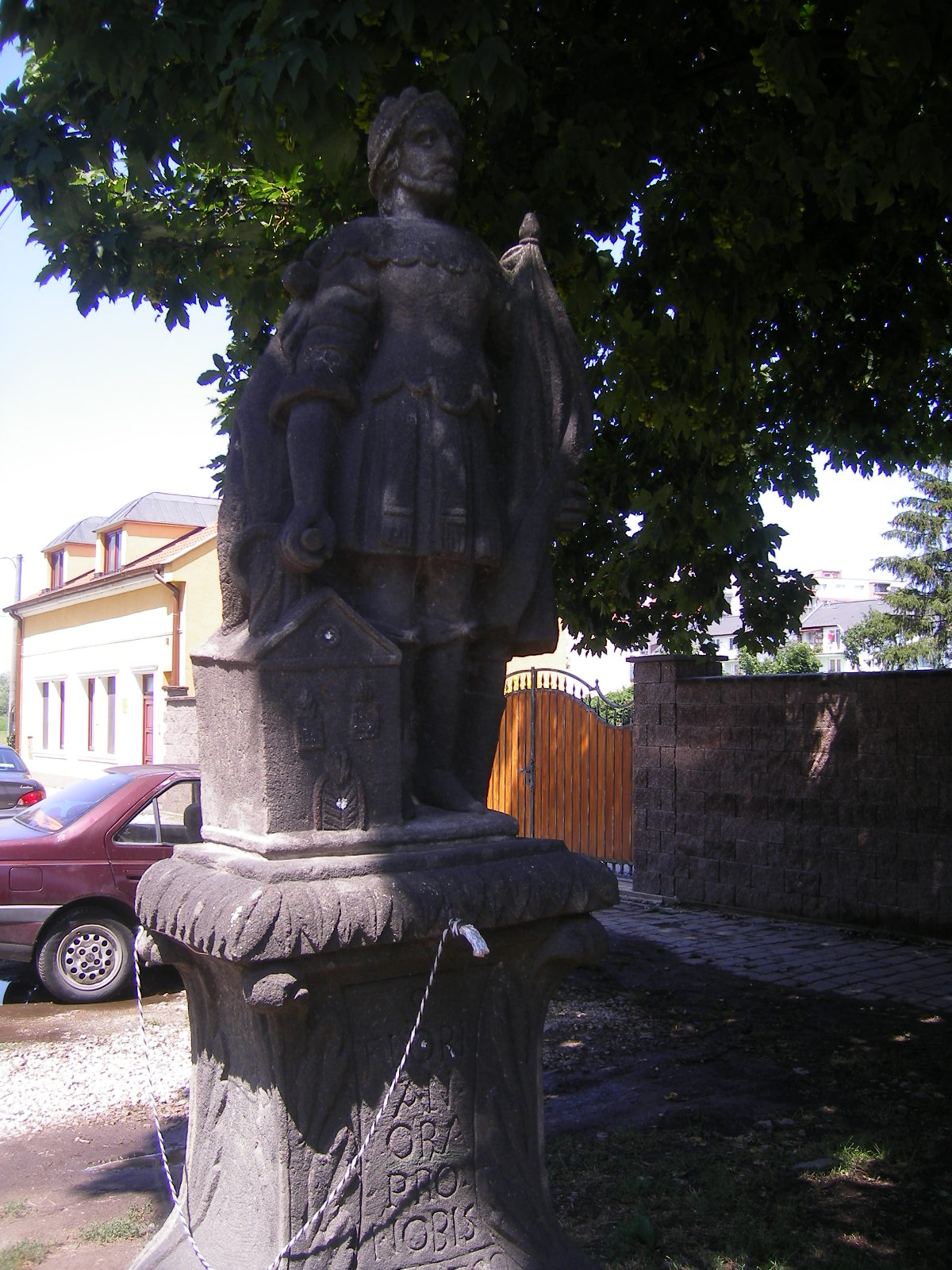
Szent Flórián szobra
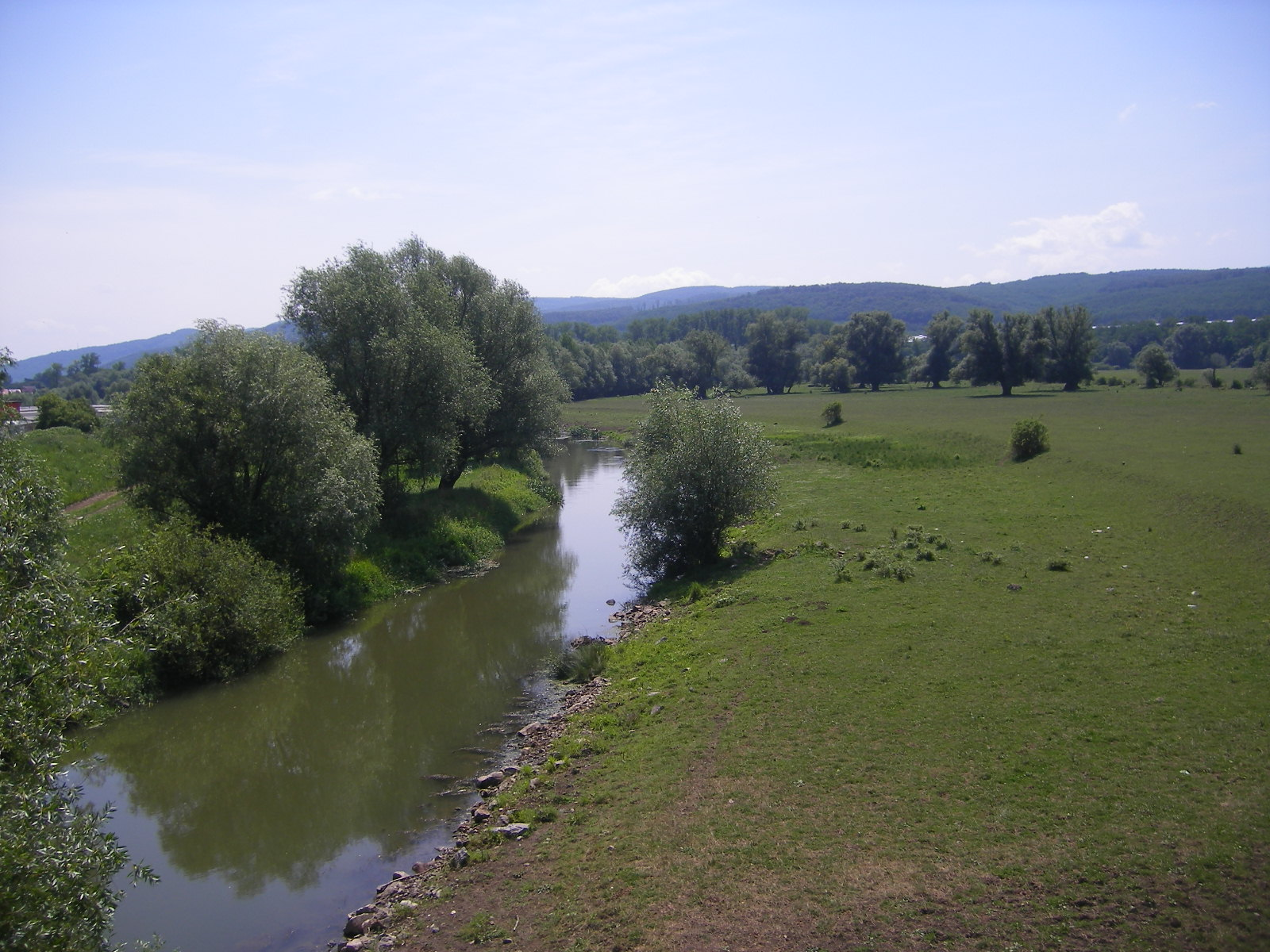
Az Ipoly Ipolyságnál
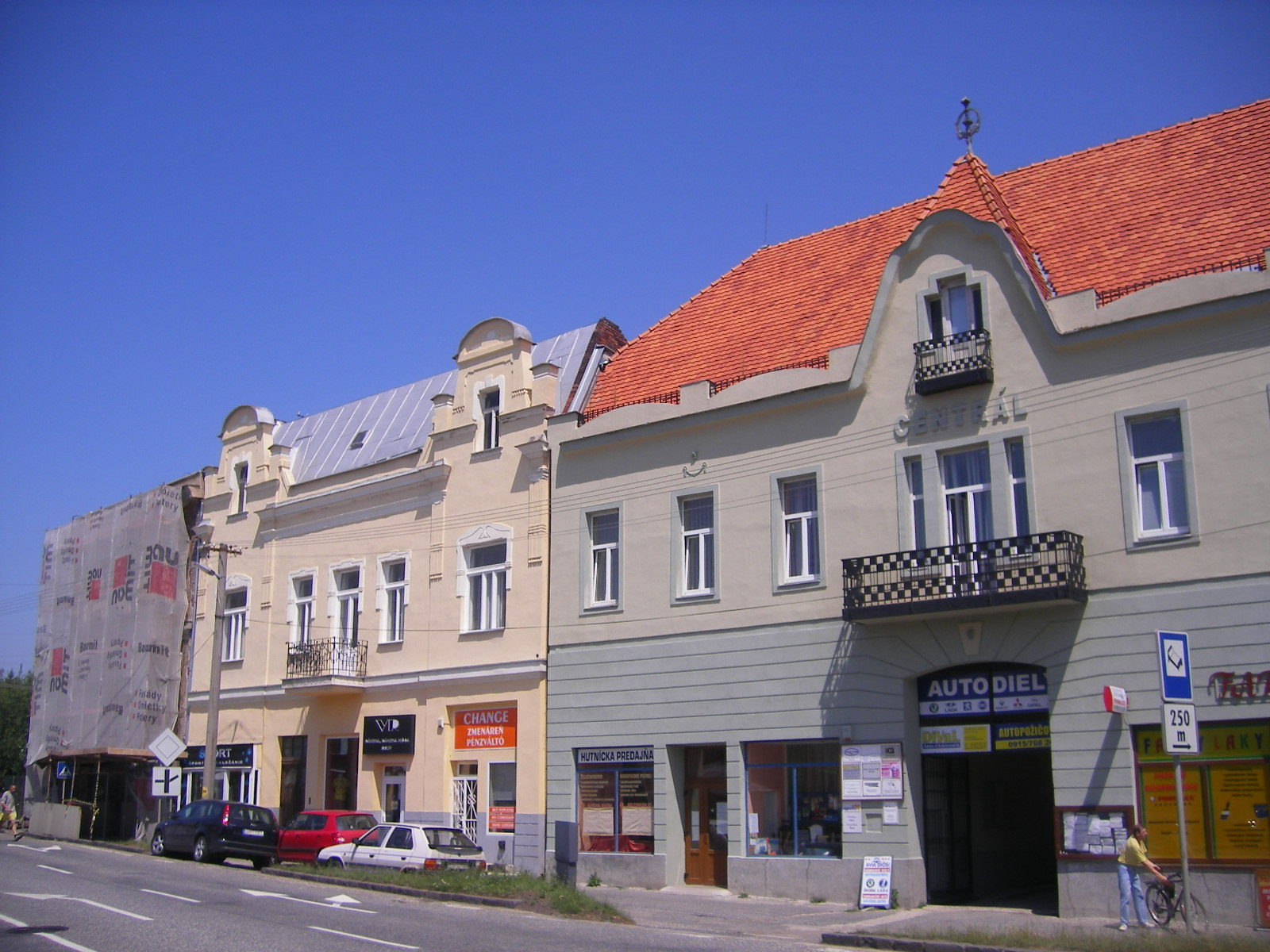
Honti utca
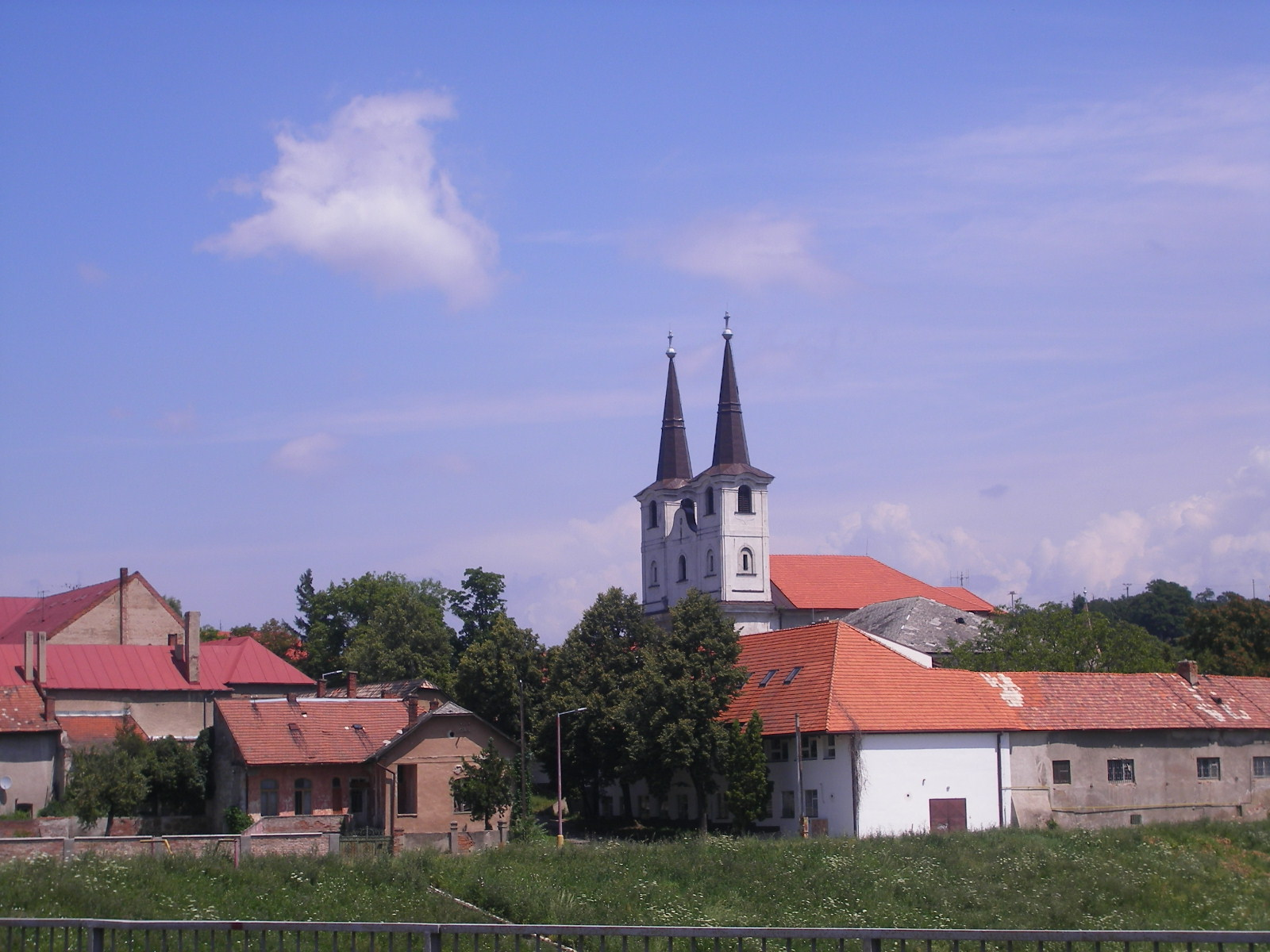
Ipolyság látképe
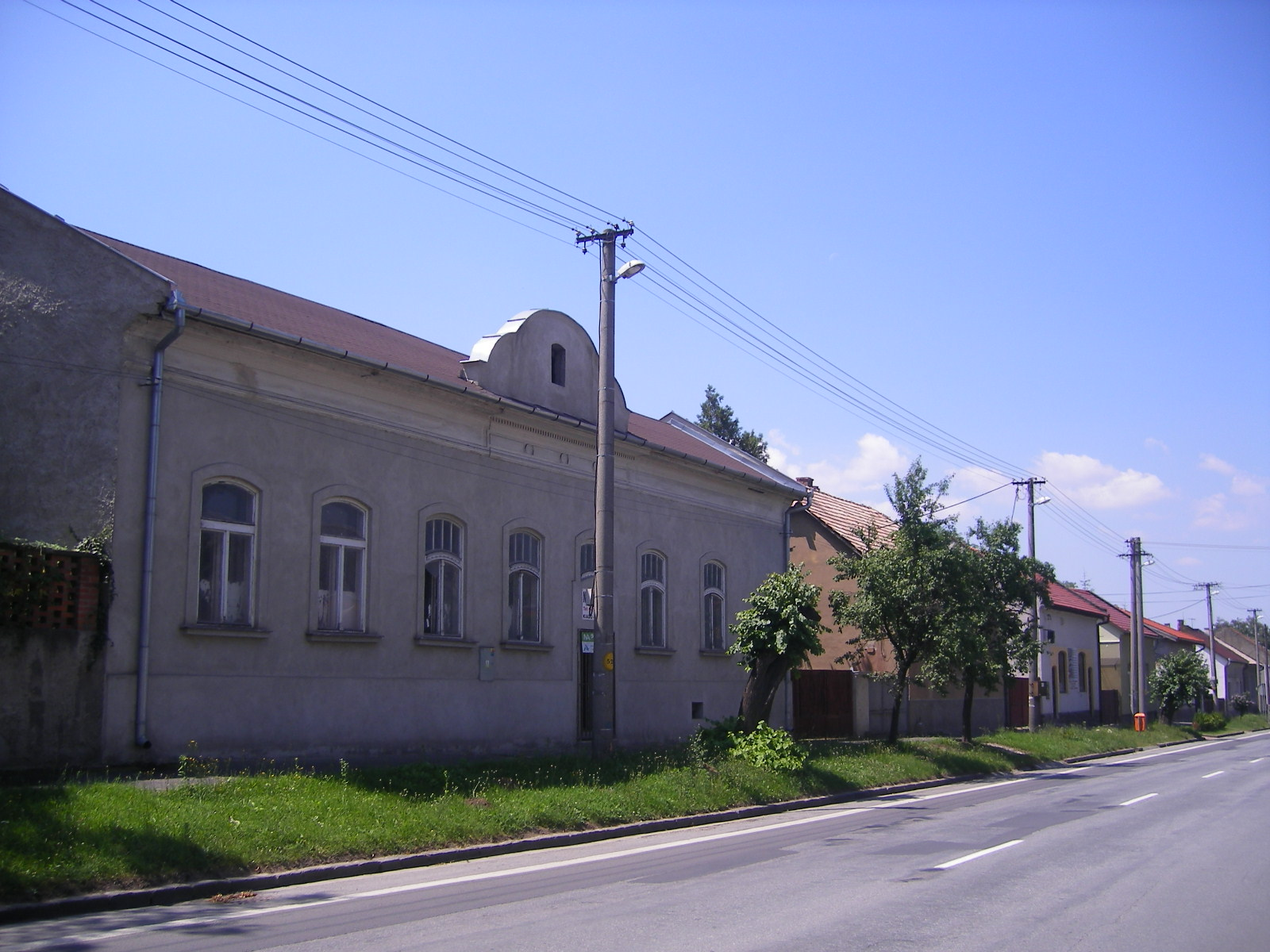
Homok
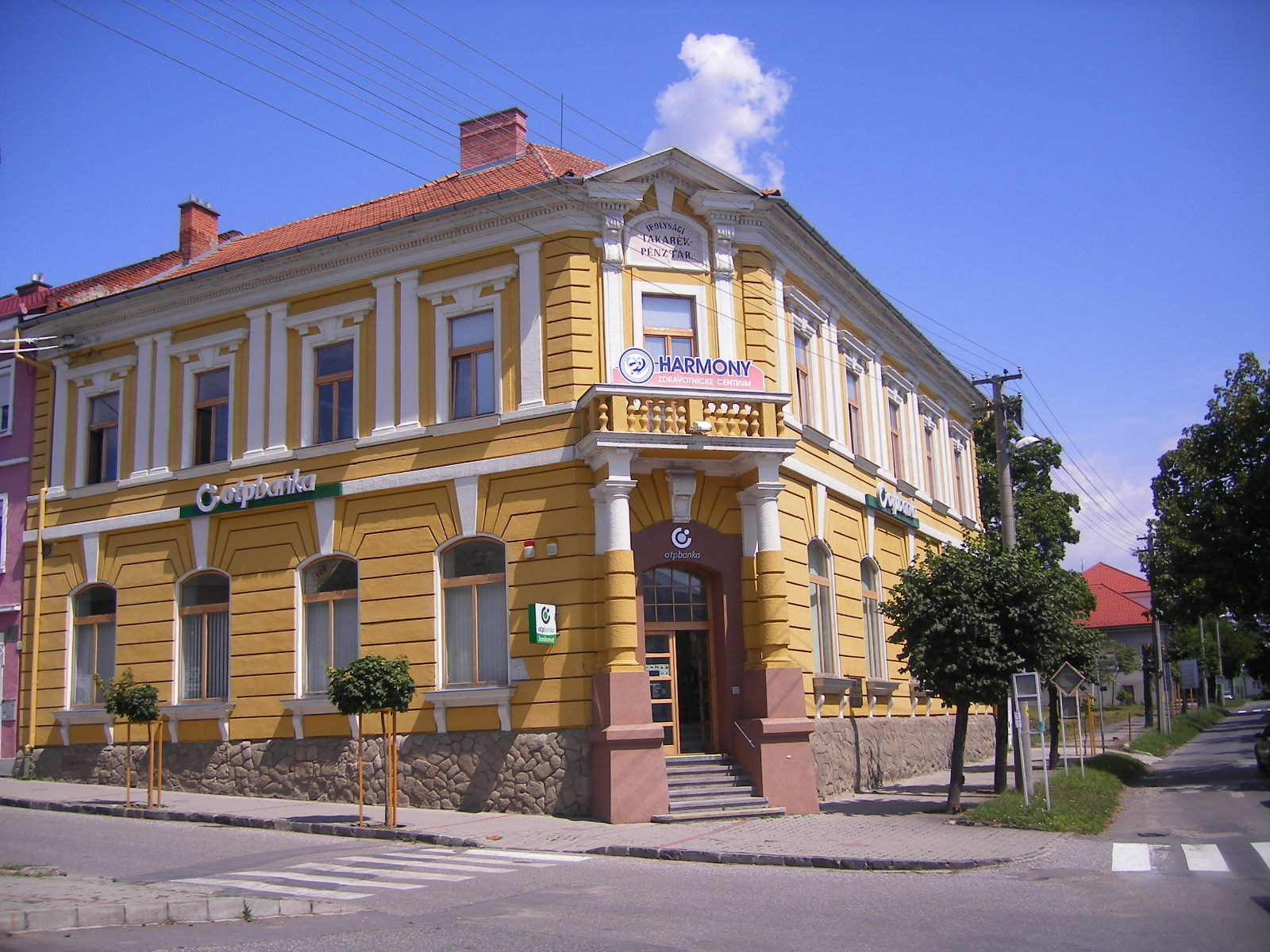
Az Ipolysági Takarékpénztár volt épülete
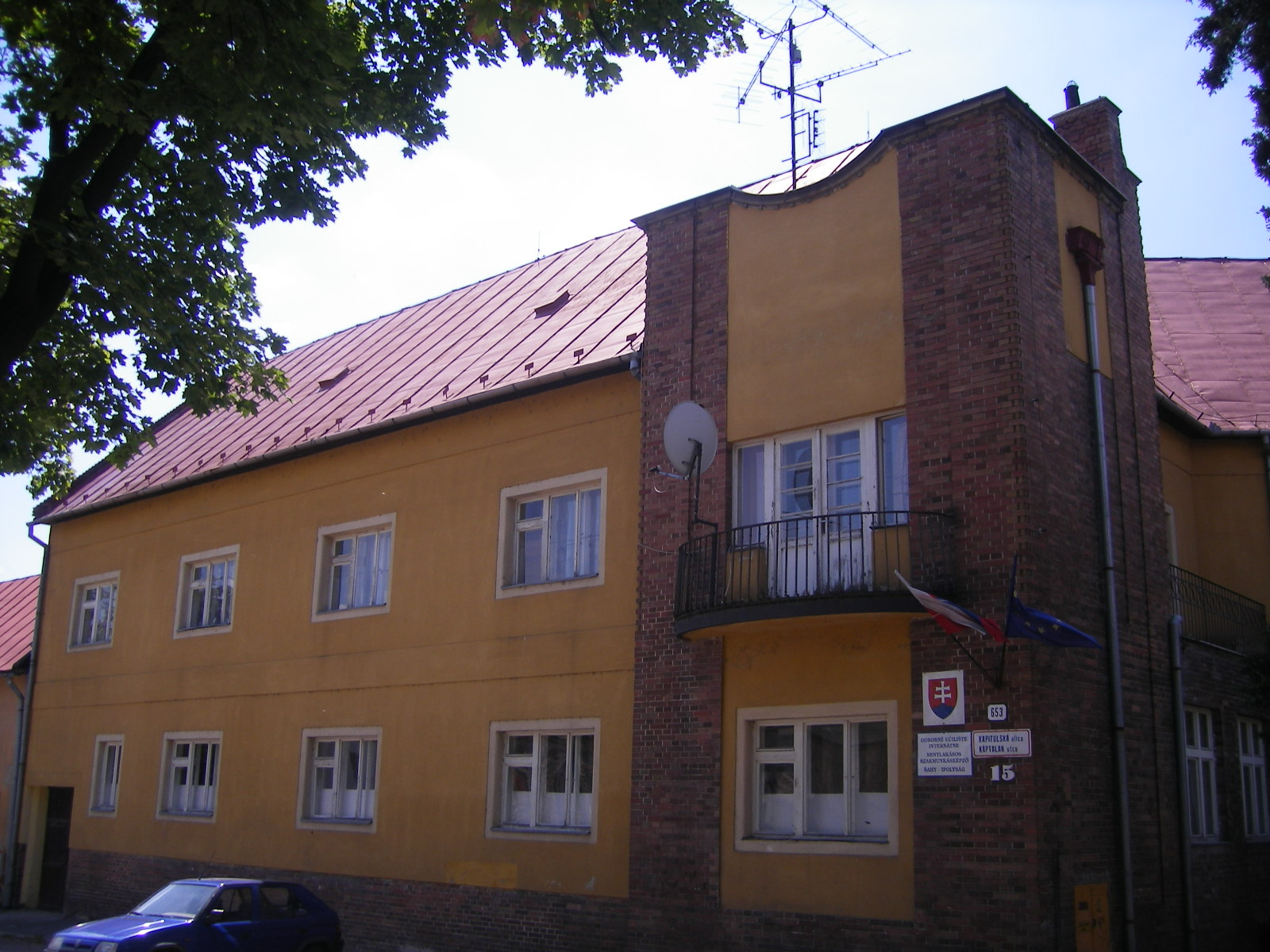
Szakmunkásképző Iskola
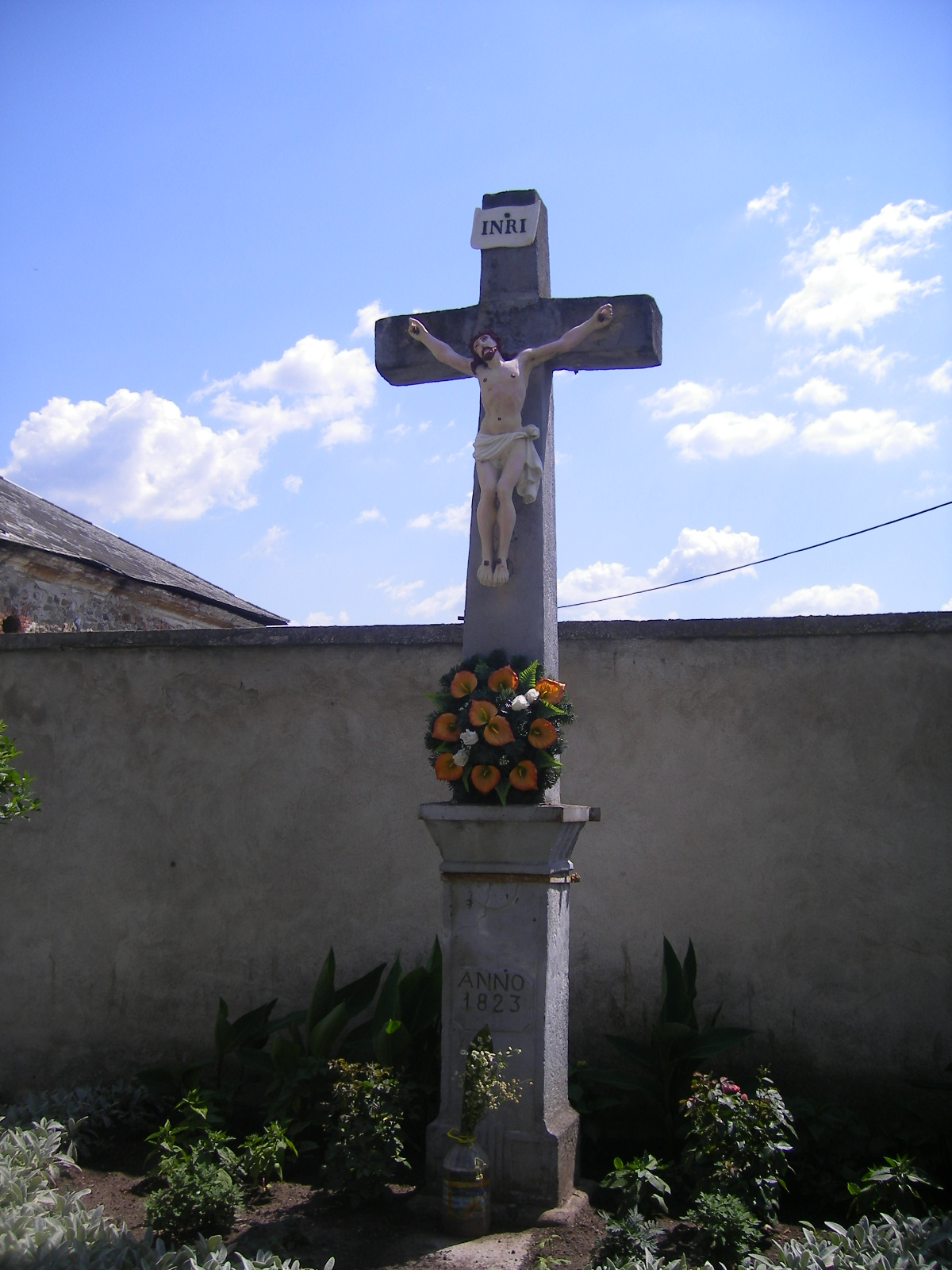
A templom előtt álló feszület (1823)
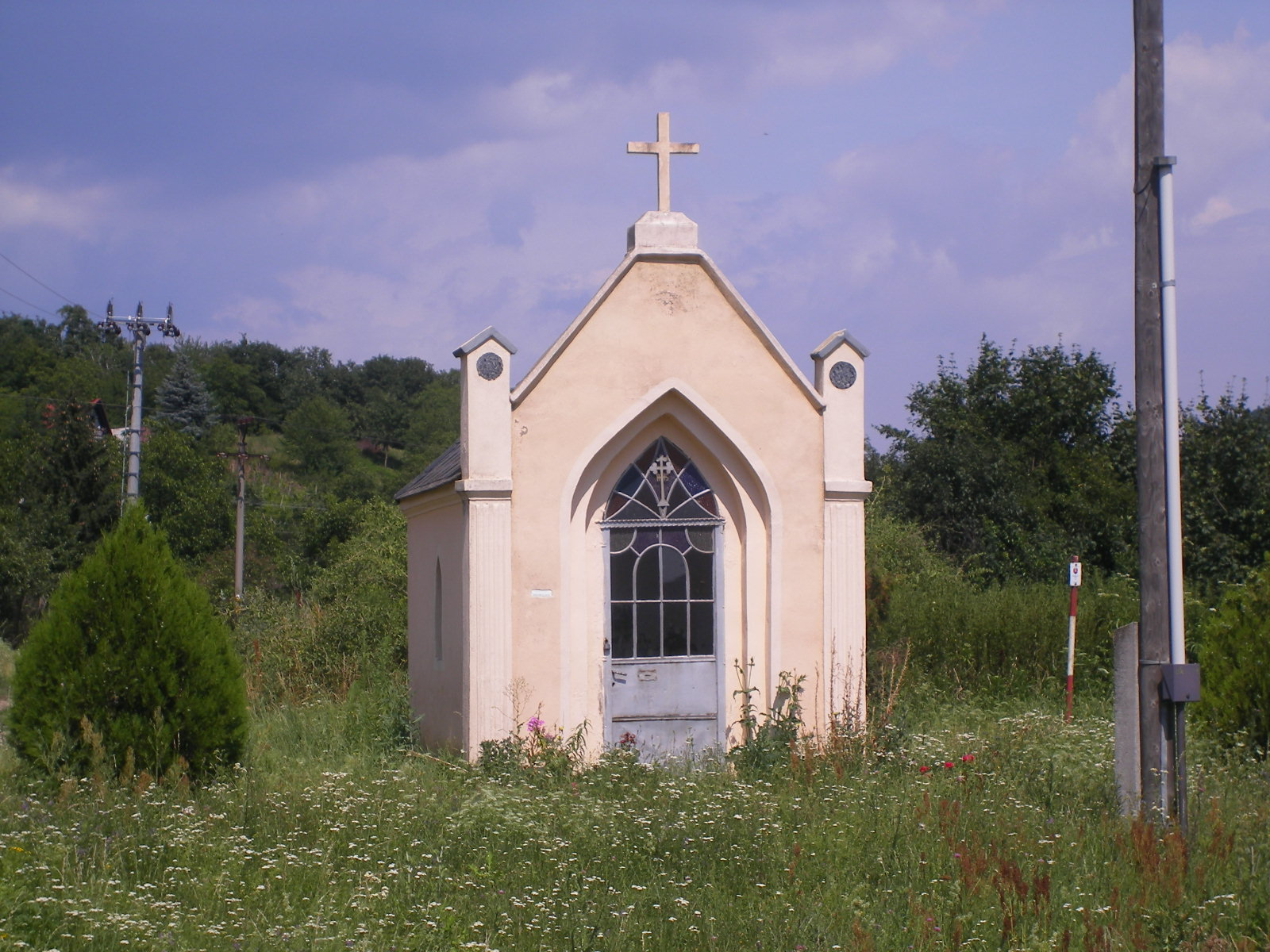
Kápolna a Tesmagra vezető út mellett
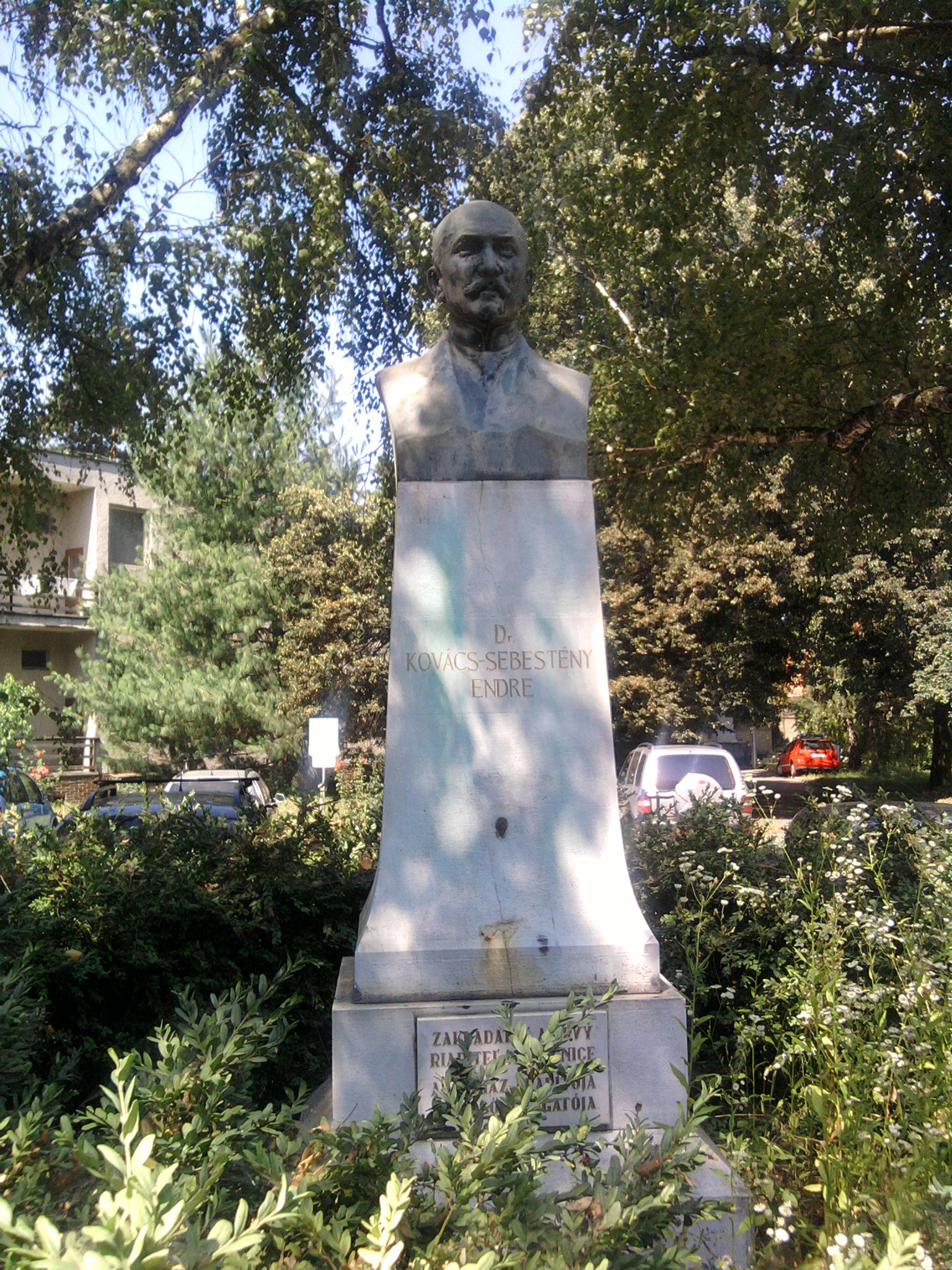
Kovács Sebestény Endre szobra az ipolysági kórházban

## Testvérvárosok
- Vác, Magyarország
- Veresegyház, Magyarország
- Héhalom, Magyarország